# Castle Rock, Wisconsin
Castle Rock là một thị trấn thuộc quận Grant, tiểu bang Wisconsin, Hoa Kỳ. Năm 2010, dân số của thị trấn này là 242 người.